# Institut suédois du film
L'Institut suédois du film (Svenska Filminstitutet) a été créé en 1963 afin de promouvoir et développer l'industrie cinématographique suédoise. L'institut est logé dans le bâtiment Filmhuset situé à Gärdet, une partie d'Östermalm à Stockholm. Le bâtiment, achevé en 1970 a été dessiné par l'architecte Peter Celsing.

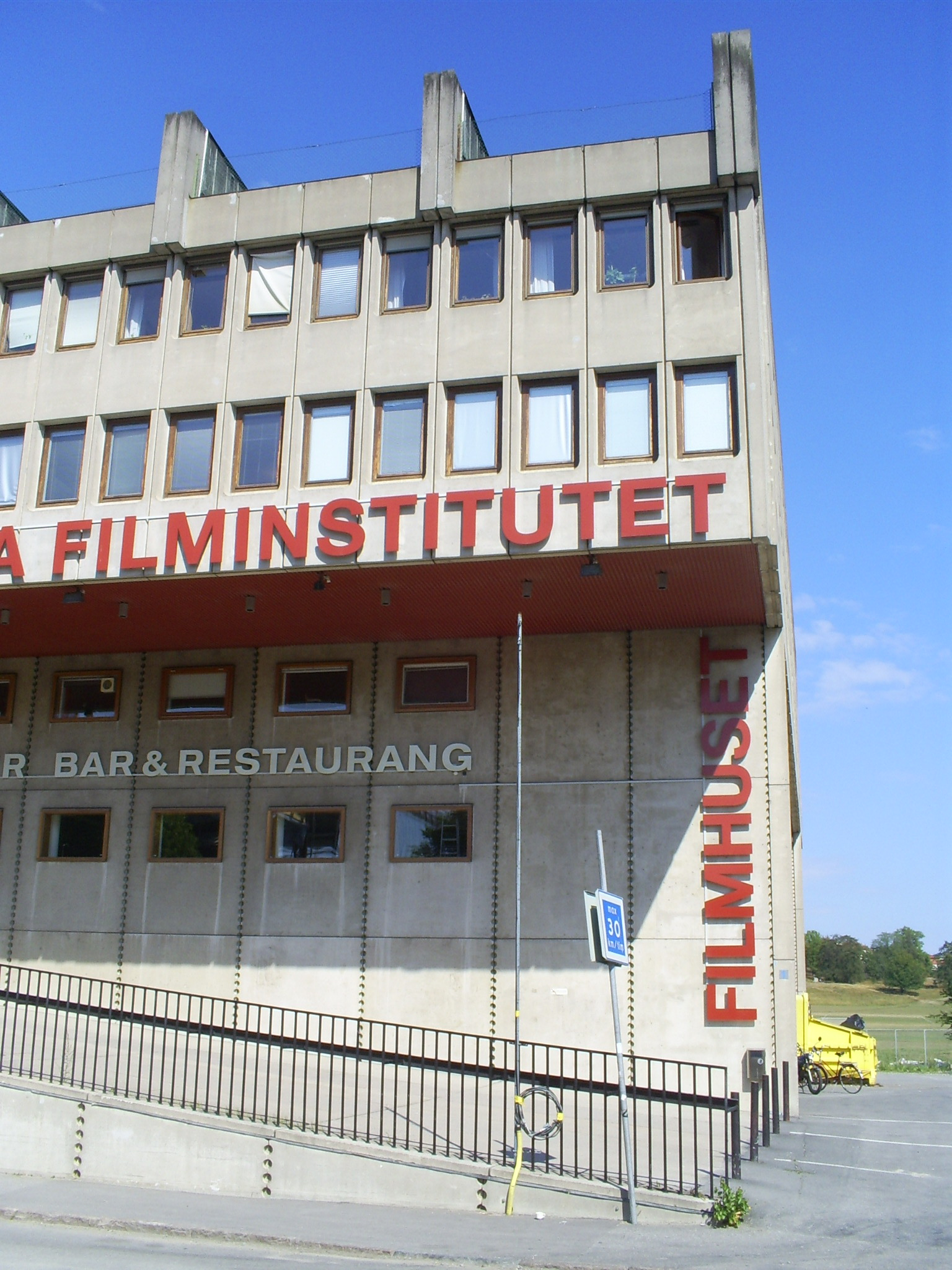
Entrée du bâtiment de l'Institut suédois du film à Östermalm, Stockholm

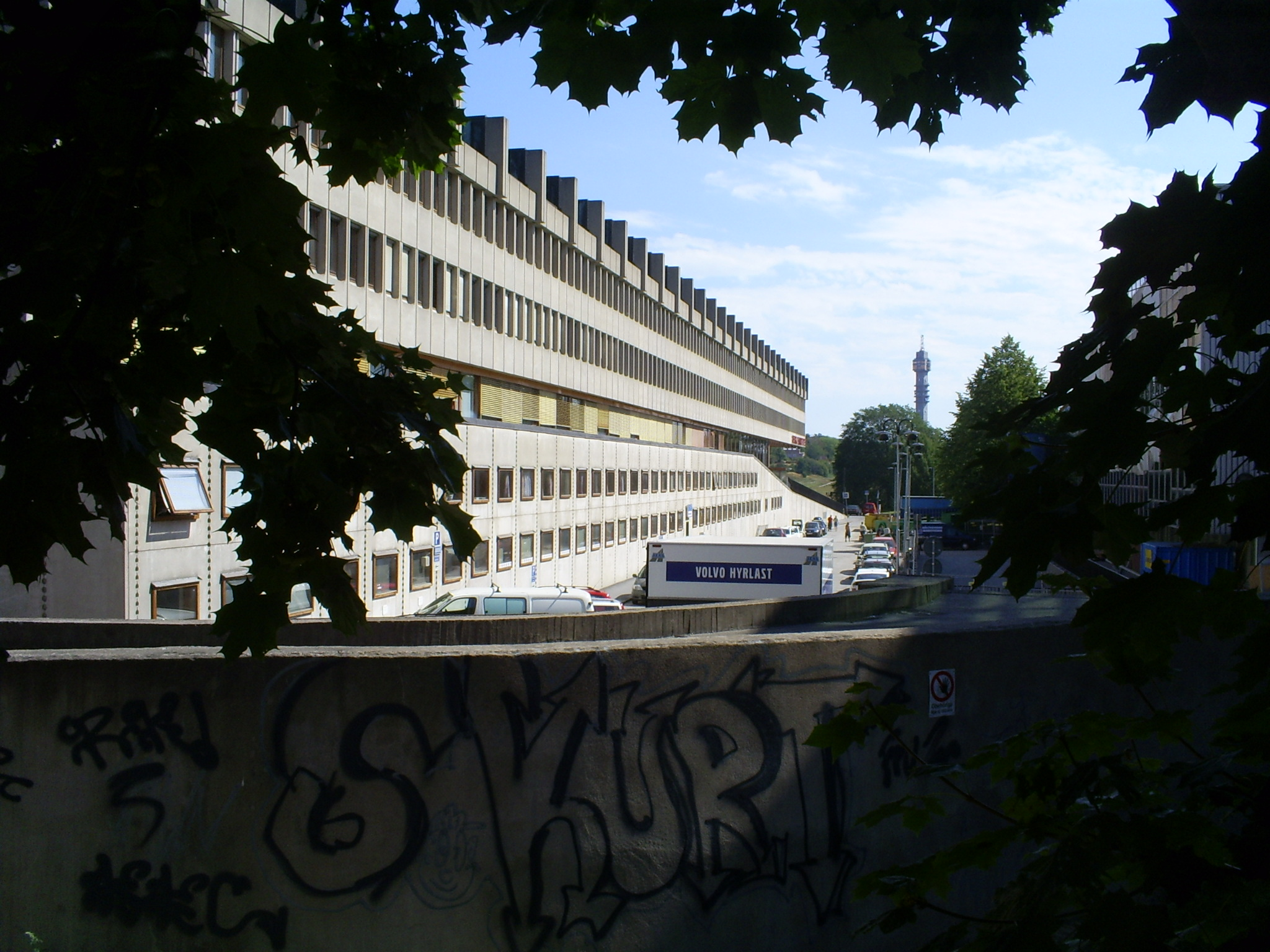
Les studios de 140 mètres de long et le bâtiment des bureaux, on peut voir la Kaknästornet à l'arrière-plan

## Description
L'Institut suédois du film promeut la création de films suédois et octroie des subventions pour la production, la distribution et les projections publiques des films suédois en Suède. Il fait également la promotion du cinéma suédois à l'international. De plus, l'Institut organise chaque année les Prix Guldbagge.
Avec les accords suédois du film, entre l'État suédois et l'industrie du film et des médias, le gouvernement suédois, les sociétés télévisuelles qui ont pris part à l'accord et les propriétaires de salles de cinéma en Suède financent conjointement l'Institut suédois du film et ainsi, indirectement, la production de films suédois. L'accord actuel est valable du 1er janvier 2004 jusqu'au 31 décembre 2012.

## Gérants
- 1963–1970 Harry Schein
- 1970–1972 Bo Jonsson
- 1972–1978 Harry Schein
- 1978–1982 Jörn Donner
- 1982–1989 Klas Olofsson
- 1989–1994 Ingrid Edström
- 1994–1998 Lars Engqvist
- 1998–1999 Hans Ottosson
- 1999–2006 Åse Kleveland
- 2006- Cissi Elwin Frenkel

## Présidents du Conseil d'Administration
- 1963-1967 Krister Wickman
- 1967-1970 Roland Pålsson
- 1970-1978 Harry Schein
- 1978-1981 Per Ahlmark
- 1981-1984 Bert Levin
- 1984-1992 Hans Löwbeer
- 1992-1999 Åke Ahrsjö
- 1999-2005 Lisa Söderberg
- 2005- Håkan Tidlund

## Filmographie sélective
- 1987 : Le Test (Testet) d'Ann Zacharias
- 2008 : Les Grandes Personnes d'Anna Novion
- 2017 : Borg vs. McEnroe de Janus Metz Pedersen